# 담장로
담장로(Damjang-ro)는 전라남도 담양군 담양읍만성회전교차로에서 장성군 북하면 중평사거리를 잇는 도로이다.

## 연혁
- 2009년 7월 3일 : 2개 이상 시·군에 걸쳐 있는 광역도로로 담장로를 고시[1]

## 주요 경유지
전라남도
- 담양군 (담양읍 - 월산면) - 장성군 (북하면)

## 노선
| 이름                | 접속 노선                        | 소재지 | 소재지 | 비고 |
| ------------------- | -------------------------------- | ------ | ------ | ---- |
| 만성회전교차로      | 죽향문화로                       | 담양군 | 담양읍 |      |
| 만화1교             |                                  | 담양군 | 담양읍 |      |
| 마산삼거리          | 화병마산길                       | 담양군 | 월산면 |      |
| 송정교              |                                  | 담양군 | 월산면 |      |
| 송정사거리          | 도개길 가산길                    | 담양군 | 월산면 |      |
| 바심재              |                                  | 담양군 | 월산면 |      |
| 용흥교차로 (용흥교) | 용흥사길                         | 담양군 | 월산면 |      |
| 용암교              |                                  | 담양군 | 월산면 |      |
| 대흥사거리          | 신계용산길                       | 장성군 | 북하면 |      |
| 대흥교              |                                  | 장성군 | 북하면 |      |
| 성암교              |                                  | 장성군 | 북하면 |      |
| 성암삼거리          | 대흥길                           | 장성군 | 북하면 |      |
| 명치삼거리          |                                  | 장성군 | 북하면 |      |
| 중평삼거리          | 국가지원지방도 제49호선 (단풍로) | 장성군 | 북하면 |      |
| 단풍로와 직결       |                                  |        |        |      |

## 주요 건물 및 시설
- GS칼텍스 월산주유소 (담장로 335/중월리 38-2)
- SK에너지 약수주유소 (담장로 1266/성암리 989)